# روي هينان
روي هينان هو محامي كندي، ولد في 28 سبتمبر 1935 في مدينة مكسيكو في المكسيك، وتوفي في 3 فبراير 2017 في مونتريال في كندا.